# Schiltron
Schiltron bądź Schiltrom (ang. sheltron) – szkocka formacja wojskowa z okresu pierwszej wojny o niepodległość Szkocji (przełom XIII i XIV wieku). Miała postać zwartej kolumny bądź kręgu wojowników uzbrojonych we włócznie bądź piki nastawione na zewnątrz formacji. Była stosowana jako szczególnie skuteczna wobec ataków jazdy.

## Historia

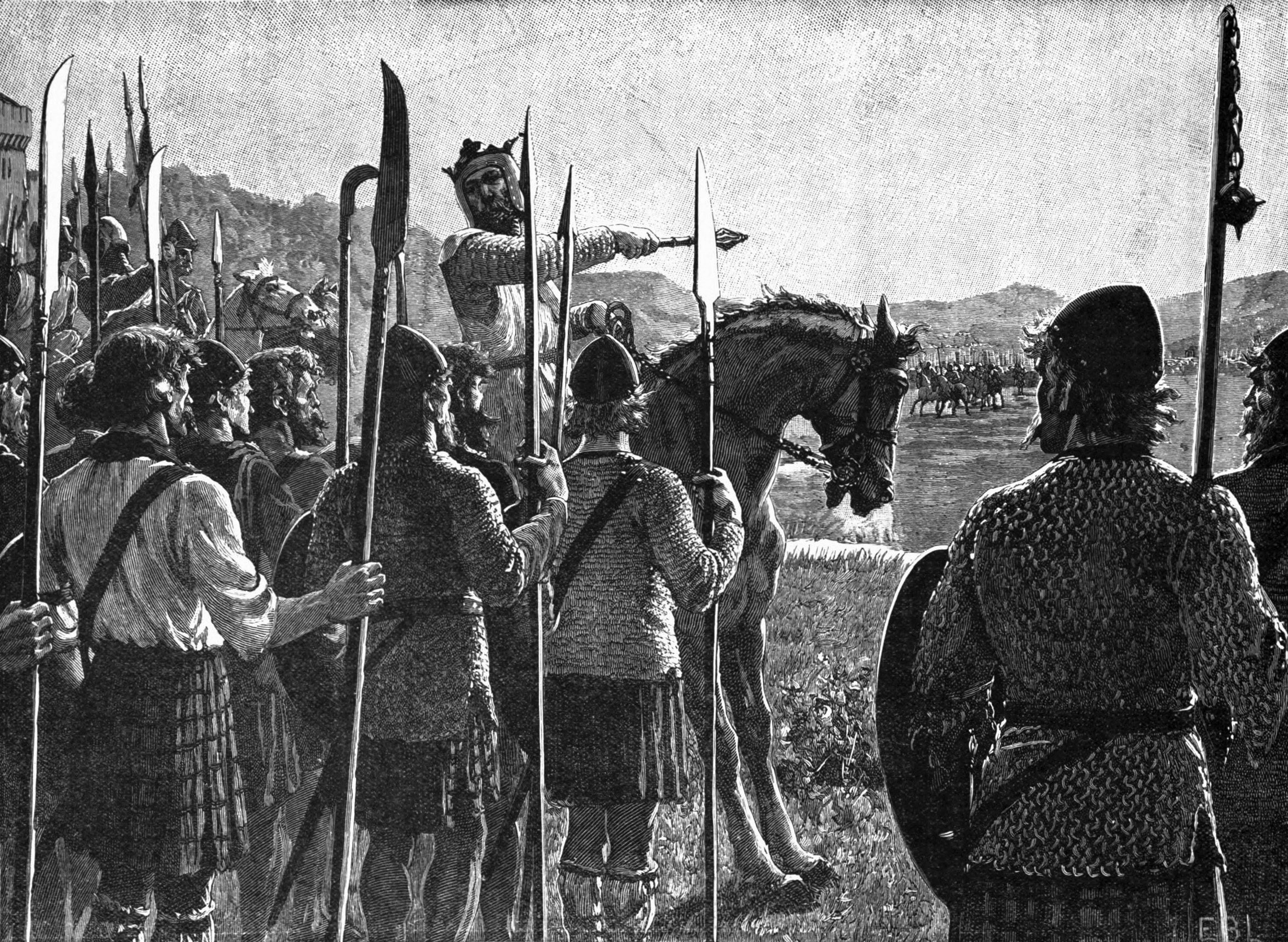
Robert Bruce przemawia do swoich żołnierzy pod Bannockburn

Formacje włóczników dowiodły swojej wartości w bitwie pod Stirling, gdzie ich oddział blokujący most uniemożliwił ucieczkę dużej części angielskiej armii (przedarła się tylko grupka rycerzy). Szybko okazało się jednak, że nieruchome kręgi pikinierów są narażone na ostrzał łuczników, co udowodnił Edward I Długonogi w bitwie pod Falkirk (1298), gdzie schiltrony, które wpierw powstrzymały natarcie angielskiego rycerstwa, zostały, wskutek pozbawienia wsparcia ze strony własnej jazdy, przetrzebione przez oddziały walijskich łuczników i ostatecznie zniszczone.
Taktykę schiltron udoskonalił Robert Bruce. Od tej pory włócznicy byli szkoleni do działania bardziej mobilnego, w tym atakowania w szyku. Aby to ułatwić, zmniejszona została liczebność pojedynczej formacji, skrócono także piki. Ta taktyka odegrała decydującą rolę w bitwie pod Bannockburn w 1314 r.